# Albert-Marie de Monléon
Albert-Marie Joseph Cyrille de Monléon OP (ur. 20 stycznia 1937 w Paryżu, zm. 29 kwietnia 2019 tamże) – francuski duchowny katolicki, biskup Meaux w latach 1999-2012.
Święcenia kapłańskie otrzymał 5 lipca 1964.
5 sierpnia 1988 papież Jan Paweł II mianował go ordynariuszem diecezji Pamiers. Sakry biskupiej udzielił mu 1 października 1988 arcybiskup Tuluzy – André Collini.
17 sierpnia 1999 został mianowany biskupem ordynariuszem Meaux.
9 sierpnia 2012 papież przyjął jego rezygnację z pełnionego urzędu złożoną ze względu na wiek. Jego następcą został minowany Jean-Yves Nahmias.